# Burgstall Schlossberg (Entrischenbrunn)
Der  Burgstall Schlossberg ist eine abgegangene mittelalterliche Höhenburg nahe Entrischenbrunn, einem Gemeindeteil der Gemeinde Hettenshausen im Landkreis Pfaffenhofen an der Ilm von Bayern. Die Anlage wird als Bodendenkmal unter der D-1-7535-0074 als „Burgstall des Mittelalters“ geführt.

## Lage
Der Burgstall liegt in Höhenlage auf 474 m ü. NHN 550 m nordwestlich der Kapelle St. Christoph in Entrischenbrunn. Im Urkataster von Bayern ist eine quadratische Anlage mit 75 m Seitenlänge zu erkennen, im Innern ist ein nach Nordwesten offener und etwa 8 m hoher Wall zu sehen. Die Anlage ist heute mit Wald bestanden.